# Lina Glushko
Lina Glushko (לינה גלושקו) (Modi'in-Maccabim-Re'ut, 12 gennaio 2000) è una tennista israeliana.

## Biografia
I genitori della Glushko, Sergio e Olga, originari dell'Unione Sovietica, sono emigrati dall'Ucraina in Israele nel 1999, un anno prima della sua nascita. Lina si è diplomata presso la Ironi Gimel High School a Modi'in-Maccabim-Re'ut.
Ha svolto il servizio militare per la Israel Defense Forces (IDF).
É la sorella minore di Julia Glushko (10 anni più grande), che è stata in passato una tennista professionista: le due hanno disputato per diversi anni tornei di doppio insieme. Nei suoi primi anni di carriera è stata allenata dal padre: in seguito è stata seguita dal fratello Alex.
Nel settembre 2017, ha vinto la prima edizione del torneo Anna and Michael Kahan Family Prize svolto a Ramat HaSharon, guadagnandosi ben NIS 100,000; con il premio in denaro, la Glushko li ha potuti usare per potersi acquistare attrezzature di poter viaggiare disputando tornei e di potersi pagare gli allenamenti.

## Carriera
Lina Glushko ha vinto 3 titoli in singolare e 6 titoli in doppio nel circuito ITF in carriera. Il 1º agosto 2022 ha raggiunto il best ranking mondiale nel singolare con la 211ª posizione; il 22 maggio 2023 ha raggiunto il miglior piazzamento mondiale nel doppio con la 296ª posizione.
Ha fatto il suo debutto nel circuito maggiore all'Internationaux de Strasbourg 2022, dove riesce a superare le qualificazioni, ma al primo turno viene sconfitta dalla slovena Kaja Juvan.

## Statistiche ITF

### Singolare

#### Vittorie (3)
| Torneo $100.000 (0) |
| Torneo $80.000 (0)  |
| Torneo $60.000 (0)  |
| Torneo $40.000 (1)  |
| Torneo $25.000 (1)  |
| Torneo $15.000 (1)  |

| N. | Data             | Torneo                              | Superficie | Avversaria in finale | Punteggio |
| 1. | 5 maggio 2018    | Joyce Eisenberg, Acri               | Cemento    | Caroline Werner      | 6-3, 6-3  |
| 2. | 30 ottobre 2021  | Kiriat Motzkin Open, Kiryat Motzkin | Cemento    | Joanne Züger         | 6-3, 6-4  |
| 3. | 24 febbraio 2024 | Wiphold International, Pretoria     | Cemento    | Manon Léonard        | 6-3, 7-5  |

#### Sconfitte (7)
| Torneo $100.000 (0) |
| Torneo $80.000 (0)  |
| Torneo $60.000 (1)  |
| Torneo $40.000 (1)  |
| Torneo $25.000 (3)  |
| Torneo $15.000 (2)  |

| N. | Data             | Torneo                                      | Superficie | Avversaria in finale      | Punteggio        |
| 1. | 8 settembre 2019 | Sajur Women's Tournament, Sajur             | Cemento    | Chanel Simmonds           | 5-7, 0-6         |
| 2. | 9 maggio 2021    | In Honor of Larry Greenspon, Ramat HaSharon | Cemento    | Valentina Ryser           | 5-7, 1-6         |
| 3. | 13 febbraio 2022 | World Tennis Tour Cancun, Cancún            | Cemento    | Darja Semenistaja         | 6-4, 6(5)–7, 2-6 |
| 4. | 5 aprile 2022    | Tuks International, Pretoria                | Cemento    | Anastasija Tichonova      | 7-5, 3-6, 3-6    |
| 5. | 10 luglio 2022   | Seixal Ladies Open, Corroios-Seixal         | Cemento    | Lesley Pattinama Kerkhove | 4-6, 4-6         |
| 6. | 12 marzo 2023    | Ilana Kloss International, Pretoria         | Cemento    | Emina Bektas              | 6-3, 3-6, 6(6)-7 |
| 7. | 27 aprile 2024   | Lopota Tennis Open, Lopota                  | Cemento    | Evialina Laskevič         | 4-6, 1-6         |

### Doppio

#### Vittorie (6)
| Torneo $100.000 (0) |
| Torneo $80.000 (0)  |
| Torneo $60.000 (2)  |
| Torneo $40.000 (1)  |
| Torneo $25.000 (2)  |
| Torneo $15.000 (1)  |

| N. | Data              | Torneo                                        | Superficie | Partner              | Rivali in finale                   | Risultato         |
| 1. | 10 aprile 2021    | Jolie Ville Golf Women's, Sharm el-Sheikh     | Cemento    | Alicia Barnett       | Elena Teodora Cadar Olivia Gadecki | 6-4, 6-2          |
| 2. | 23 ottobre 2021   | Netanya Open, Netanya                         | Cemento    | Shavit Kimchi        | Linda Nosková Fanny Östlund        | 6-4, 6-2          |
| 3. | 11 marzo 2023     | Ilana Kloss International, Pretoria           | Cemento    | Emina Bektas         | Tímea Babos Georgina García Pérez  | 6-3, 4-6, [13-11] |
| 4. | 13 maggio 2023    | Fukuoka International Women's Tennis, Fukuoka | Sintetico  | Emina Bektas         | Ma Yexin Alana Parnaby             | 7-5, 6-3          |
| 5. | 24 febbraio 2024  | Wiphold International, Pretoria               | Cemento    | Gabriela Knutson     | Sofia Costoulas Hanne Vandewinkel  | 7-6(5), 7-6(4)    |
| 6. | 14 settembre 2024 | Le Neubourg Open, Le Neubourg                 | Cemento    | Anastasija Tichonova | Julija Avdeeva Ekaterina Maklakova | 6-3, 6-1          |

#### Sconfitte (5)
| Torneo $100.000 (0) |
| Torneo $80.000 (0)  |
| Torneo $60.000 (0)  |
| Torneo $40.000 (0)  |
| Torneo $25.000 (1)  |
| Torneo $15.000 (4)  |

| N. | Data             | Torneo                                      | Superficie  | Partner               | Rivali in finale                             | Risultato          |
| 1. | 22 giugno 2019   | Netanya Open, Netanya                       | Cemento     | Shelly Bereznyak      | Jekaterina Dmitričenko Anastasija Zacharova  | 0-6, 4-6           |
| 2. | 30 novembre 2019 | Lyttos Beach ITF World Tour, Heraklion      | Terra rossa | Dar'ja Astachova      | Ilinca Dalina Amariei Alessia Beatrice Ciucă | 3-6, 3-6           |
| 3. | 7 dicembre 2019  | Lyttos Beach ITF World Tour, Heraklion      | Terra rossa | Oleksandra Oliynykova | Dorka Drahota-Szabó Laura Svatíková          | 2–6, 4–6           |
| 4. | 8 maggio 2021    | In Honor of Larry Greenspon, Ramat HaSharon | Cemento     | Shavit Kimchi         | Jenny Dürst Nina Stadler                     | 6–1, 4–6, [6–10]   |
| 5. | 13 febbraio 2022 | World Tennis Tour Cancun, Cancún            | Cemento     | Jacqueline Cabaj Awad | Kateryna Bondarenko Carol Zhao               | 5-7, 7-(5), [7-10] |